# Sigismondo Coccapani

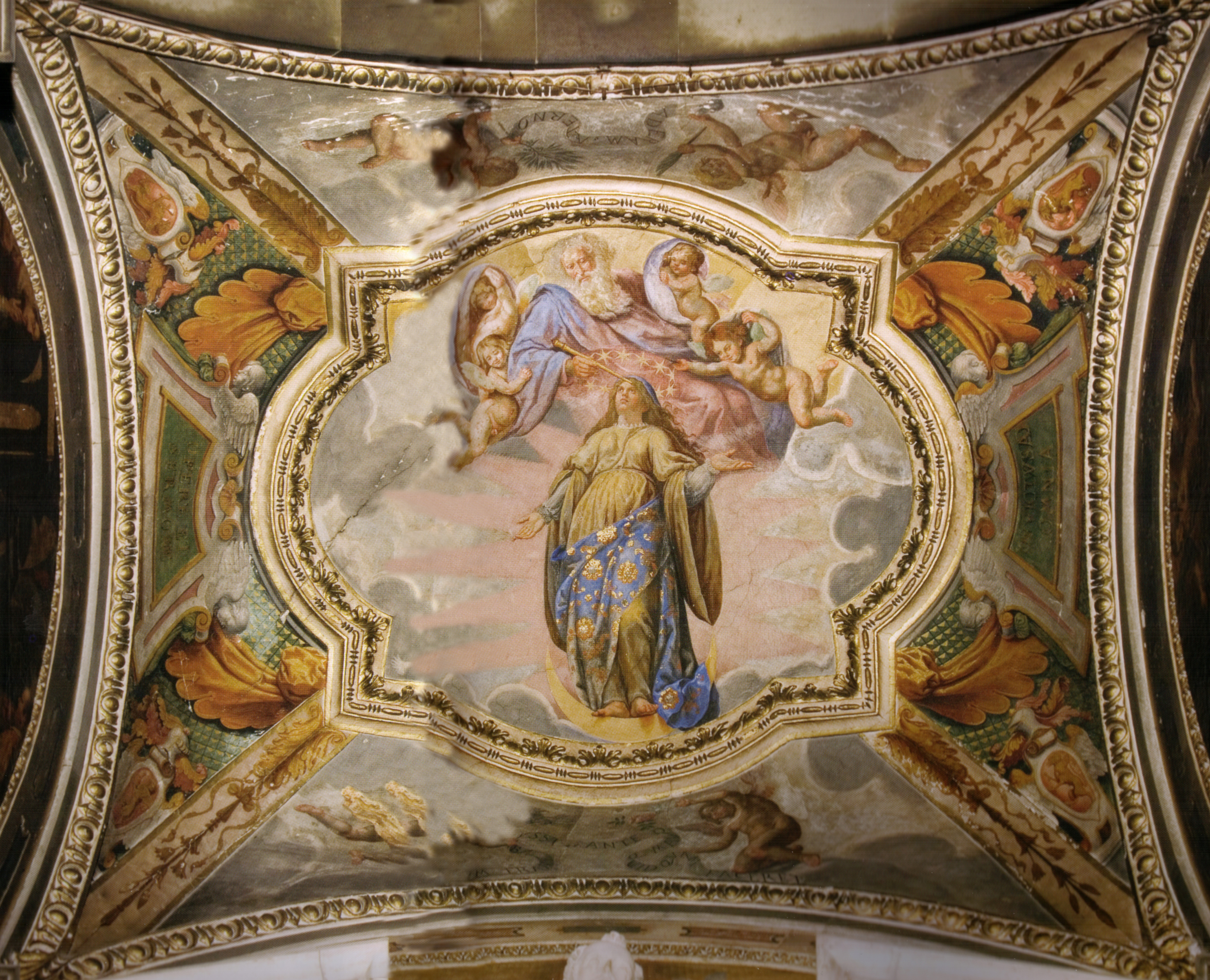
La Inmaculada con Dios Padre y ángeles, San Michele e Gaetano, Florencia.

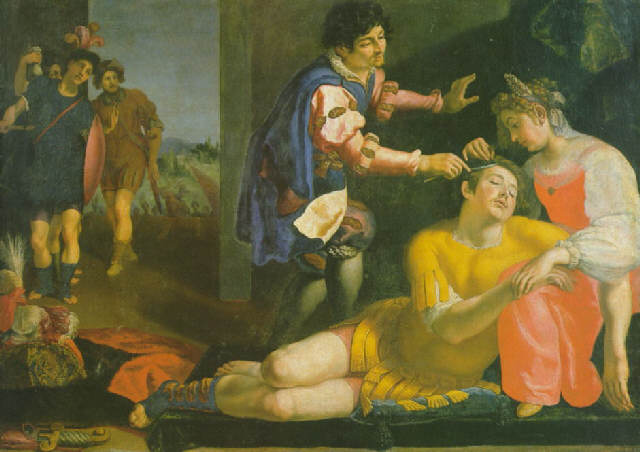
Sansón y Dalila

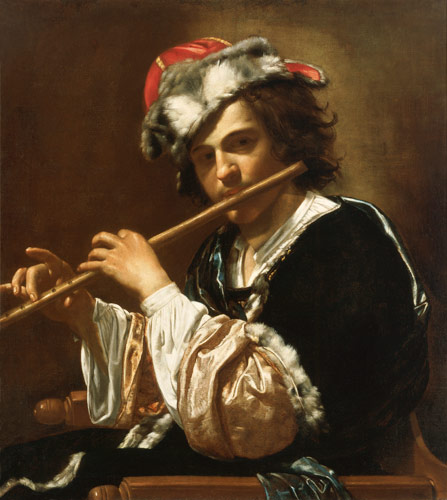
Flautista

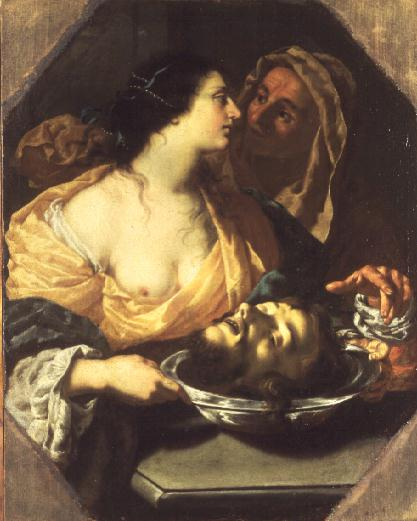
Judith con la cabeza de Holofernes

Sigismondo Coccapani (Florencia, 10 de agosto de 1583-Florencia, 3 de marzo de 1643), pintor y arquitecto italiano, activo durante el primer Barroco.

## Biografía
Hijo de Regolo Coccapani, un noble de Carpi que trabajaba como orfebre en el Ponte Vecchio de Florencia. Sigismondo estudió con el arquitecto Bernardo Buontalenti y con el pintor Ludovico Cigoli, con quien colaboró en la decoración al fresco de la Capilla Paulina en Santa Maria Maggiore, Roma. Es probable que durante su estancia en la Ciudad de los Papas pudiese estudiar la obra de Giovanni Lanfranco, cuya influencia se hará patente en su obra más madura.
Su primer trabajo como artista independiente fue la realización de un luneto al fresco en el claustro del convento de San Marco de Florencia (1613). Su estilo maduro revela la fuerte influencia de su maestro Cigoli, demostrando un gran interés en el tratamiento de los paños y bastante habilidad en la expresión de las emociones en sus personajes. Su pintura es fastuosa y de una gran riqueza cromática, muy del gusto de su culta clientela.
De su trabajo como arquitecto han llegado hasta nuestros días una reducida cantidad de diseños conservados en los Uffizi. Parece que Coccapani formó una buena colección de dibujos de Cigoli y su círculo artístico más próximo.
Entre sus alumnos figura el pintor Cecco Bravo.

## Obras destacadas
- Frescos del claustro de San Marco (1613, Florencia)
  - San Antonio arrebata el dinero a los dos falsos mendigos
- Frescos del techo de la Galleria de la Casa Buonarroti (1615-17, Florencia)
  - Michelangelo coronado por las Artes
- Adoración de los Reyes Magos (1617, Santa Maria in Castello, Signa)
- Erminia y los pastores (1620, colección privada)
- Moisés y las hijas de Ragüel (1625-30, Palazzo Alberti, Prato)
- Concierto de ángeles (1628, depósitos Galería Palatina, Florencia)
- Extasis de San Francisco (Museo de la Cartuja, Douai)
- Escena de brujería (Colección privada, Florencia)
- Jael y Sísara (Musée des Beaux-Arts, Brest)
- Retrato de Ludovico Cigoli (Musée des Beaux-Arts, Chambery)
- Virgen con el Niño (Colección privada)
- Flautista (1630-40, Uffizi, Florencia)
- Virgen con el Niño y San Francisco (1638, colección privada)
- Frescos de la Capilla Martelli (1642, Santi Michele e Gaetano, Florencia)
  - La Inmaculada con Dios Padre y ángeles